# Schwefellampe
Eine Schwefellampe, auch Schwefelkugellampe, ist eine Bauform einer Induktionslampe und gehört zu den Mikrowellenlampen. Sie besteht aus einer mit Spuren von Schwefel und dem Edelgas Argon gefüllten Quarzglaskugel. Zur Veränderung der Farbtemperatur werden zusätzlich geringe Spuren anderer Stoffe beigefügt. In der Kugel wird durch Mikrowellen aus einem Magnetron ein Plasma erzeugt.

## Aufbau

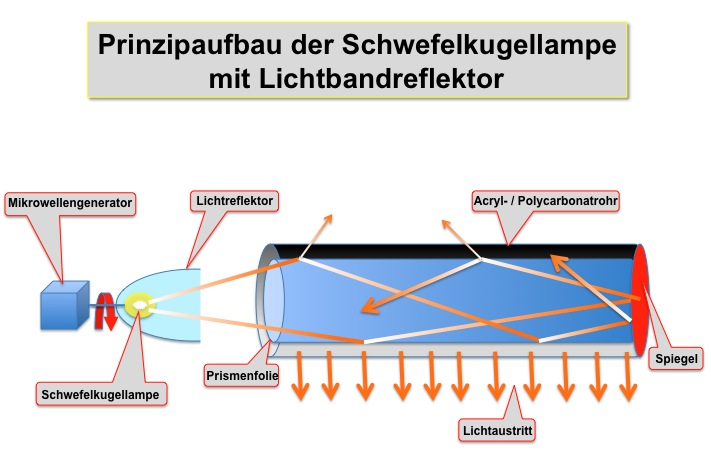
Schwefelkugellampe

Im Unterschied zur Gasentladungslampen benötigt die Schwefellampe, wie alle Induktionslampen und die Nullode, keine Elektroden. Wegen der hohen Temperaturen, die am Quarzglas der Kugel entstehen, wird sie in Drehung gehalten und dadurch gekühlt. Dies bewirkt ein unterer Stängel, der turbinenschaufelartige Fächerungen aufweist. Er dreht sich im Luftstrom, der von einem Ventilator innerhalb des Magnetrons erzeugt wird. Bei Ausfall dieser Kühlung würde die Kugel nach etwa 20 Sekunden schmelzen.
Schwefellampen erreichen eine ähnlich hohe Lichtausbeute wie Leuchtstofflampen. Sie haben ein ausgeglichenes Lichtspektrum mit etwa 5.700 K bis 6.000 K Farbtemperatur und stellen daher sehr effektive weiße Lichtquellen dar. Durch Regelung der Leistung des Magnetrons sind Schwefellampen gut dimmbar, ihr Farbspektrum bleibt dabei stabil.
Aufgrund des hohen Lichtstroms werden die Lampen meistens nicht direkt am Einsatzort aufgestellt. Das Licht wird stattdessen mit Hilfe von Lichtleitern in den Raum geführt. Das macht diesen Lampentyp wartungsfreundlich.
Vermutlich aufgrund des vergleichsweise hohen Geräteaufwandes (Stromversorgung für Magnetron, Abschirmung der Mikrowellen, Temperaturen) war diese Lampe lange nicht kommerziell verfügbar. Anwendungen beschränkten sich auf einzelne Standorte mit Vorführungscharakter. Seit 2006 produziert LG Electronics Schwefellampen unter der Bezeichnung „Plasma Lighting System“ (PLS-Lampen, auch als Sulfur-Plasma-Lampen angeboten). Sie werden häufig als Beleuchtung in Fernsehstudios oder als künstliche Beleuchtung für Pflanzen eingesetzt.

## Typische Systemparameter
- Leistungsaufnahme: 1.400 W
- Kugeldurchmesser: ca. 30 mm
- Lichtstrom: 135.000 Lumen
- Startzeit: 25 s
- Lebensdauer (Leuchtmittel): 60.000 h
- Lebensdauer (Magnetron): 20.000 h
- Lichtausbeute: 95 lm/W
- Farbwiedergabeindex: 94 CRI

## Geschichte

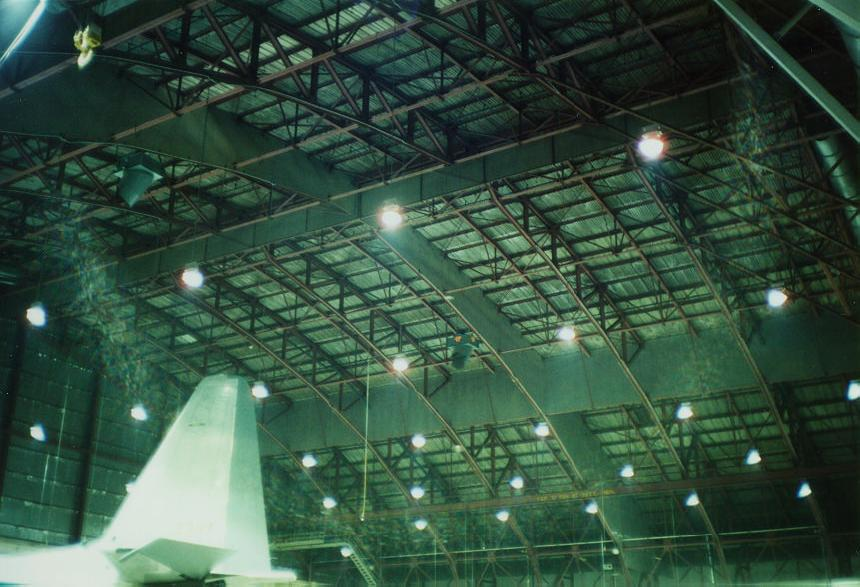
Schwefelkugellampen im Hangar der Hill AFB

Erfunden wurde die Schwefelkugellampe 1990 von Wissenschaftlern, die für Fusion Systems Corporation in Rockville, Maryland, arbeiteten. Weiterentwickelt wurde sie von der extra gegründeten US-Unternehmen Fusion Lighting in Rockville, Maryland. Durch Anstrahlen mit einem herkömmlichen Magnetron, wie es auch im Mikrowellenherd verwendet wird, beginnt die Glaskugel hell zu leuchten. Das führte auch zur Entdeckung, als ein Mitarbeiter des Unternehmens die gefüllte Glaskugel in den Mikrowellenherd des Forschungslabors legte.
Das Unternehmen Fusion Lighting hatte 1997 ein Komplettsystem, bestehend aus zwei Scheinwerfern und einem Lichtleitertunnel (Lightpipe) aus reflektierendem Polykarbonat (von 3M) entwickelt. Als Demonstrationsanlage wurde eine Einheit im Energieministerium in Washington DC in der Eingangshalle installiert. Diese Einheit, bestehend aus einer 80 Meter langen Leuchtröhre mit an beiden Enden befindlichen Scheinwerfern, ersetzte 240 Quecksilberlampen, die zusammen ca. 42 kW Leistung hatten. Der Stromverbrauch konnte so um 72 % verringert werden.
Im Smithsonian-Nationalmuseum in Washington wurde einer der ersten Prototypen neben der Glühbirne von Thomas Edison ausgestellt.
Im Jahr 1998 wurde in Zusammenarbeit mit dem US-Energieministerium (DOE) in der Flugzeugwartungshalle der Hill Air Force Base (Hill AFB), südlich von Ogden, Utah, USA, eine große Versuchsanlage mit 104 Einheiten gebaut. Die reflektierenden Lichtleiterröhren hatten je ca. 31 m Länge und an beiden Seiten je einen 1-kW-Scheinwerfer.
Im Jahr 2000 verschwanden die Internetseiten von Fusion Lighting. Es wurde bekannt, dass die Lichttunnel nicht den Erwartungen entsprachen, da sie vergilbten. Dann wurde es still um diese Erfindung. 
Am 21. Februar 2009 berichtete der Spiegel in seiner Ausgabe auf der Seite 128 unter dem Stichwort Beleuchtungstechnik über Ewiges Licht – Die Schwefelkugellampe. Danach beabsichtige ein britisches Unternehmen, die Schwefelkugellampe in naher Zukunft als Scheinwerfer zu vermarkten. Sie wird jedoch bereits vom koreanischen Unternehmen HK Industry Co. Ltd. als Scheinwerfer für Flutlichtanlagen und als Lampe zur Beleuchtung von Hallen angeboten. Die Leistung der angebotenen Scheinwerfer für den Innen- und Außenbereich liegt zwischen 300 Watt (Straßenlaternen) und 1 kW (Flutlichtscheinwerfer).